# Criterio de la media aritmética
En matemáticas, el criterio de la media aritmética es un criterio para probar la convergencia de una sucesión. Su aplicación permite la resolución de algunos tipos de indeterminaciones. 

## Criterio de la media aritmética
Sea {\displaystyle \{a_{n}\}} una sucesión de reales con {\displaystyle \lim _{n\to \infty }a_{n}=A}, siendo {\displaystyle A\in \mathbb {R} \cup \{\infty \}}. Entonces, la sucesión de sus medias aritméticas converge también a {\displaystyle A}, es decir, 

{\displaystyle \lim _{n\to \infty }{\frac {a_{1}+a_{2}+...+a_{n}}{n}}=A}

## Ejemplo
Como la sucesión {\displaystyle a_{n}={\frac {1}{n}}} converge a 0, entonces:

{\displaystyle \lim _{n\to \infty }{\frac {1+{\frac {1}{2}}+{\frac {1}{3}}+...+{\frac {1}{n}}}{n}}=0}

## Otros criterios de convergencia
- Criterio de Stolz
- Criterio de la media geométrica